# Кантон (административна единица)
Вижте пояснителната страница за други значения на Кантон.
Кантонът е териториално подразделение (административна единица) в някои от страните по света и отговаря на регион или щат в останалите държави. Думата произлиза от латинската дума „канто“ (на латински: canto), която се превежда като част от територията на дадена страна.
Най-известните кантони в световен мащаб са тези в Швейцария, чието политическо значение се дължи на тяхната уникална политическа система. Швейцарските кантони теоретически са отделни независими държави.

## Списък на страните, в чието административно деление има включени кантони
- Белгия
- Еквадор
- Босна и Херцеговина
- Коста Рика
- Люксембург
- Франция
- Френска Гвиана
- Швейцария